# 杉澤友香
杉澤 友香（すぎさわ ゆうか、本名：杉澤 知恵〔すぎさわ ともえ〕 1983年10月22日 - ）は、北海道出身の女性モデル、タレント、元レースクイーンである。所属事務所はスーパーウイング。愛称は「ぎゅーちゃん」。

## 来歴
- 中1の時、ある養成所に通ったのを機にタレントを目指すようになる[1]。
- 札幌大学に通う傍ら、札幌市内の飲食店でバイトをしていた2004年、『第24回すすきの氷の祭典』で「すすきの氷の女王」に選出。その後モデルエージェンシー『モーディア』に所属し、モデル・イベントコンパニオンの仕事やケーブルテレビの情報番組出演など幅広く活動した後、2007年春に上京。当初はファンタスタープロモーションに所属していたが、2008年、プラチナムプロダクションに移籍し「杉澤友香」に改名。本格的に全国区での活動を始めるも現在はスーパーウイングに移籍。
- 2011年には音楽ユニット「YU→KA with $.H.U.T」（ユーカ ウィズ シャット）[2]のヴォーカルとして活動。同年の東京ヴェルディ1969のクラブソングにオリジナル曲「With You」が使用された。
- 2016年秋に結婚していたことを2017年5月10日に発表。同時に妊娠7か月であることも発表した。同年7-8月に長男を出産し、2019年4月に次男を出産。

## 人物
- 趣味：お菓子作り
- 特技：トランペット、バレーボール、ゴルフ
- 好きな色：ピンク、白、ブルー
- 兄が一人いる（本人のブログより）。
- ユンケルガールで一緒だった花清まゆこと仲が良い。またRuppinaの工藤舞とも仲が良いことをブログで明かしている。

## レースクイーン・イメージガール
- SUPER GT「ユンケルガールズ」（2008年）
他のメンバーは花清真由子、深月エミ、秋葉ミキ。杉澤はこの年の5月24日と25日にアクセスサッポロで開催された「北海道健康サ美ット2008」のステージイベントにも出演した。
- F1日本グランプリグリッドガール（2008年）
開催時は渕脇レイナ、伊藤有里、上原やよい、美咲知春と共にプロモーション活動を行ったが、前年までのようなグランプリ等各賞の位置付けは行われなかった。
- ダイドードリンコ「miuガール」（2009年）
全日本ロードレース選手権でもレースクイーンとして活動する他、各地の高速道路のサービスエリアでのイベントにも出演した。なお、ダイドードリンコは翌年以降ロードレースのスポンサーから撤退したため、杉澤が最後のmiuガールとなった。
- SUPER GT「HASEMI SPORTS TOMICA Z Nijigen GTガール」（2010年）
同年5月2日～3日開催の第3戦（富士スピードウェイ）から参加。
- 三栄書房「GOLF TODAY」イメージガール（2010年11月号～）
『GOLF TODAY バーディ's』1期生として参加。2012年1月の東京オートサロンでは、三樹レイカ、酒井美樹と共にGOLF TODAYブースを盛り上げた。

## 出演

### テレビ番組
- 爆笑オンエアバトル チャンピオン大会（NHK総合）
トータルテンボスがチャンピオンとなった2007年度（2008年3月21日放送）と2008年度（2009年3月19日放送）でアシスタントを務めた。2007年度は鈴木礼央奈、2008年度は林紗久羅と共演。
- 検定ジャポン（フジテレビ系） - アシスタント
- お笑い芸人歌がうまい王座決定戦スペシャル（フジテレビ系・2009年8月18日）
麻由と共にアシスタントとして出演。自身初のバニーガール姿だった。
- ペケ×ポン（フジテレビ系・2009年9月～2011年2月まで出演） 
「舌戦!ターンテーブル」コーナーで料理を運ぶアシスタントとして出演。番組メインのタカアンドトシとは同じ北海道出身である。
- あいまいナ!（TBS・2010年4月～） - 準レギュラー。同じ事務所の手島優も出演している。
- 別冊!関根ゴルフ（フジテレビONE・2010年10月）
「関根勤のゴルフファッションチェック」コーナーに相川友希、美崎悠らとゲスト出演。
- カタリダス（TBS・2010年10月～12月）
番組後半のショートドラマ「こちらカタリダス劇場事務局」にて吉井宇希、早瀬英里奈と共演。
- 矢野東・谷原秀人のプロ&アマ ゴルフサミット（TOKYO MX・2011年10月1日～）
男性プロゴルファー2名がパーソナリティを務めるゴルフ番組。杉澤は川松真一朗と共に番組進行を務める。

### 舞台
- 紅弁天部隊上海へ行く（築地ブティストホール・2010年7月17日～7月24日） - 麗華役
岡安由美子らが出演した本作で初の舞台出演を果たす。前述の「歌がうまい王座決定戦」で共演した麻由も出演していた。

### パチンコ
- CRラブ嬢～ご延長の方はいかがなさいますか?～（2011年5月、平和）クラブローズのキャバ嬢・ゆうか役[3]

## 北海道時代の主な活動

### テレビ
- J:COM札幌
  - 「さっぽろインフォメーション」 （2004年10月～2006年3月）- 主に映画コーナーを担当していた。
  - 「ファッションストリート」（2004年10月～2007年3月）- メインリポーターとして2年半出演。
  - 「Hometownさっぽろ」（2006年4月～2007年3月）

### CM
- アサヒビール「北の職人」「カクテルパートナー」
- SUZUKI
- ろうきん「轟ローン」
- 「Bon Visage ウェディングドレスコレクション」劇場版

### モデル
- 「ロイヤルホテル」ブライダルスチール
- マックスファクター「SKII」メイクモデル
- NIKON 「D3-D300」プレス発表会モデル